# 新立屯站
新立屯站是一个大郑铁路、新义铁路和高新铁路上的铁路车站，位于辽宁省黑山县新立屯镇，建于1925年，距大虎山站61公里，距双辽站309公里，距高台山站61公里，距义县站132公里，目前为二等站，邮政编码为121403。目前客运：办理旅客乘降；行李、包裹托运；货运：办理整车、零担、集装箱货物发到；办理整车货物承运前保管。